# Leon F. Harvey

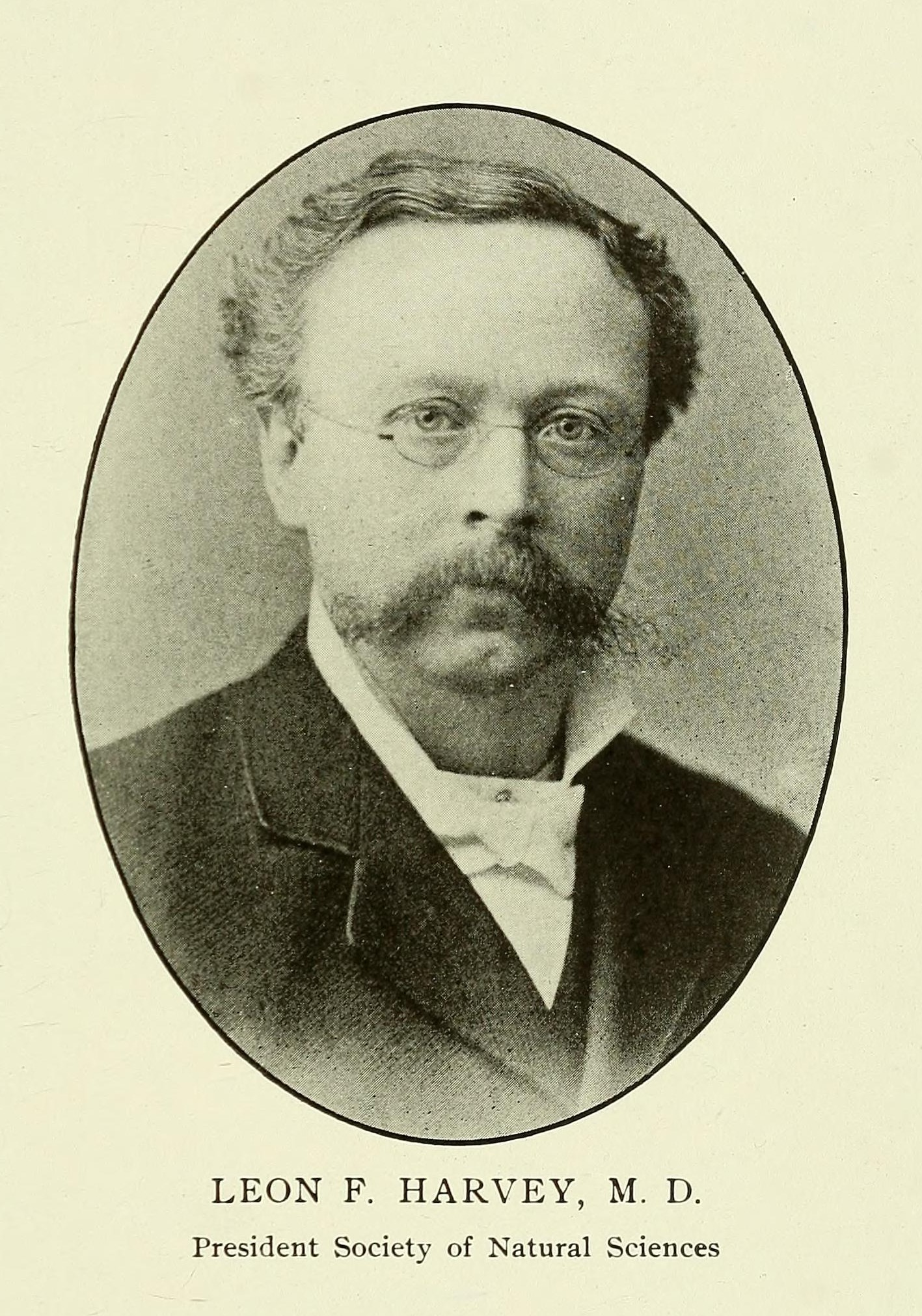
Leon Franklin Harvey

Leon Franklin Harvey (Buffalo, 20 oktober 1837 – New Rochelle, 19 november 1912) was een Amerikaanse entomoloog, arts en tandarts. Hij beschreef verschillende nieuwe soorten motten en vlinders in de 19e eeuw en was een van de oprichters van de Buffalo Society of Natural Sciences. 

## Beschreven soorten
Harvey beschreef vooral soorten motten en vlinders uit de familie van de uilen (Noctuidae) en spinneruilen (Erebidae), in de periode 1874-1876.
- Grotella septempunctata, 1874 - vlindersoort uit de familie van de Noctuidae.[3]
- Heteropacha rileyana, 1874 - vlindersoort uit de familie van de Lasiocampidae.
- Agrotis volubilis, 1874 - vlindersoort uit de familie van de Noctuidae.
- Schinia bimatris, 1875 - mottensoort uit de familie van de Noctuidae.[4]
- Acronicta radcliffei, 1875 - vlindersoort uit de familie van de Noctuidae.
- Idia denticulalis, 1875 - mottensoort uit de familie van de Erebidae.
- Loxostege immerens, 1875 - vlindersoort uit de familie van de Crambidae.
- Litocala sexsignata,1875 - vlindersoort uit de familie van de Erebidae.
- Eubolina impartialis, 1875 - vlindersoort uit de familie van de Erebidae.
- Sympistis figurata (vroegere naam Oncocnemis figurata), 1875 - vlindersoort uit de familie van de Noctuidae.
- Heteranassa mima, 1876 - mottensoort uit de familie van de Erebidae. [5]
- Properigea niveirena, 1876 - mottensoort uit de familie van de Noctuidae.
- Papaipema appassionata, 1876 -  vlindersoort uit de familie van de Noctuidae.
- Euerythra phasma, 1876 - vlindersoort uit de familie van de Erebidae.
- Euxoa choris, 1876 - vlindersoort uit de familie van de Noctuidae.
- Bryolymnia viridata, 1876 - mottensoort uit de familie van de Noctuidae.
- Protorthodes orobia, 1876 - vlindersoort uit de familie van de Noctuidae.
- Sympistis dunbari, 1876 - mottensoort uit de familie van de Noctuidae.